# Centre d'études nordiques
Le Centre d'études nordiques (CEN) est un centre de recherche québécois consacré au nord du Québec et du Canada.

## Description
Le Centre d'études nordiques est financé par le FQRNT. Le siège social est à l’Université Laval, mais la gestion est partagée entre l’Université Laval, l'Université du Québec à Rimouski et le Centre Eau, Terre et Environnement de l’INRS. Toutefois, le centre compte des membres de plusieurs universités, surtout québécoises.
L’objectif du Centre est d’améliorer les connaissances des régions nordiques en lien avec les multiples changements les affectant dans une optique de développement durable. Les champs d’expertise comprennent notamment la géomorphologie périglaciaire, la limnologie, l’écologie végétale et animale, la microbiologie, la paléoécologie, la géologie, la modélisation numérique, l’hydrologie, la bioarchéologie, l’ingénierie, ainsi que la télédétection.
Les activités du CEN reposent sur un réseau de stations de recherche et de suivi environnemental le long d’un gradient latitudinal de plus de 3 000 km, couvrant près 26 degrés de latitude, de la forêt boréale à l’Arctique. Le réseau de stations de recherche, ou Qaujisarvik (« lieu d’étude » en Inuktitut) comprend 10 stations établies de la Jamésie à Île d'Ellesmere, : 
- Station de recherche écologique de Radisson
- Complexe de recherche Whapmagoostui-Kuujjuarapik
- Centre scientifique communautaire Whapmagoostui-Kuujjuarapik
- Station de recherche d'Umiujaq
- Station de recherche du Lac à l'Eau-Claire
- Station de recherche Rivière Boniface
- Station de recherche de Salluit
- Station de recherche de Kangiqsualujjuaq
- Station de recherche de l'île Bylot
- Station de recherche de l'île Ward Hunt

Le suivi environnemental repose sur le réseau SILA (« climat » en Inuktitut), un réseau d’une centaine de stations environnementales automatisées couvrant un axe dans l’est du Canada de 36 degrés de latitude,.
| |
| 1. Station de recherche écologique de Radisson 2. Complexe de recherche et Centre scientifique communautaire Whapmagoostui-Kuujjuarapik 3. Station de recherche d'Umiujaq 4. Station de recherche du Lac à l'Eau-Claire 5. Station de recherche Rivière Boniface 6. Station de recherche de Salluit 7. Station de recherche de Kangiqsualujjuaq 8. Station de recherche de l'île Bylot 9. Station de recherche de l'île Ward Hunt Les points rouges indiquent la répartition approximative du réseau SILA. |

## Historique
Le Centre d'études nordiques fut créé en 1961 par Louis-Edmond Hamelin. À l'origine, la recherche se limitait principalement à la Péninsule boréale du Québec-Labrador et comprenait autant les sciences naturelles que les sciences humaines et sociales. Après une dizaine d’années d’existence, des contraintes financières ont restreint la recherche aux sciences naturelles. Le centre avait également pour objectif d'assurer une présence et une activité francophone dans une région arctique relativement peu explorée. Hamelin avait résumé en trois points les objectifs qu’il voulait pour le CEN, :
- Faire du Nord :  réaliser des productions de toute nature du Nord, qu’elles soient intellectuelles, matérielles ou visibles dans le paysage
- Faire le Nord : contribuer à bâtir un système optimal de vie pour chacun des peuples qui habitent le Nord
- Faire le dit du Nord : matérialiser le Nord dans les programmes d’éducation, les communications, les informations, les publications et les circulations numériques

## Membre du CEN
- Louise Filion (1945 - ), Ph.D., professeure canadienne titulaire de biogéographie et ancienne directrice du département de géographie de l'Université Laval, est titulaire d'un baccalauréat en géographie, d'une maîtrise en agriculture et d'un doctorat en biologie de l'Université Laval. Elle est reconnue comme une des plus grandes spécialistes de biogéographie au Canada[4]. Elle est membre honoraire du CEN.